# Pierino Prati
Pierino Prati, né le 13 décembre 1946 à Cinisello Balsamo dans la province de Milan (Italie) et mort le 22 juin 2020, est un footballeur italien qui a joué au poste d’attaquant pour le Milan AC. Il a remporté une Ligue des champions et le Championnat d'Europe de football 1968.

## Biographie
Pierino Prati a fait ses débuts en Série A du championnat d'Italie en septembre 1966. 
Il a joué 143 matches avec le Milan AC et a obtenu ses meilleurs résultats avec cette équipe : un championnat d'Italie, une Ligue des champions, une coupe intercontinentale, deux coupes d'Europe des vainqueurs de coupes et deux coupes d'Italie.
Il a été meilleur buteur du championnat d'Italie en 1968 avec 15 buts marqués. Il a marqué au total 72 buts pour le Milan AC, dont trois contre Ajax Amsterdam en finale de la Ligue des champions de 1969 (victoire par 4-1).
Pierino Prati a été sélectionné 14 fois dans l'équipe d'Italie et a marqué 7 buts.
Il a remporté le Championnat d'Europe de football 1968.
Après avoir poursuivi une carrière d’entraîneur, longtemps malade, il est décédé d'un cancer le 22 juin 2020 à l'âge de 73 ans.

## Carrière de joueur

### En club
- 1965 - 1966 :  US Salernitana
- 1966 :  Milan AC
- 1966 - 1967 :  Savone FBC
- 1967 - 1973 :  Milan AC
- 1973 - 1977 :  AS Rome
- 1977 - 1978 :  AC Fiorentina
- 1978 - 1979 :  Savone FBC
- 1979 :  Lancers de Rochester
- 1979 - 1981 :  Savone FBC

## Palmarès de joueur
- Champion d'Europe en 1968 avec  l'équipe d'Italie
- Vainqueur de la Ligue des champions en 1969 avec le Milan AC
- Champion d'Italie en 1968 avec le Milan AC
- Vainqueur de la coupe intercontinentale en 1969 avec le Milan AC
- Vainqueur de la Coupe d'Europe des vainqueurs de coupes en 1968 et 1973 avec le Milan AC
- Vainqueur de la coupe d'Italie en 1972 et 1973 avec le Milan AC
- Meilleur buteur du Championnat d'Italie en 1968 (15 buts)[1]